# ويندي جيلكريست
ويندي جيلكريست (بالإنجليزية: Wendy Gilchrist)‏ هي لاعب كرة مضرب أسترالية، ولدت في 17 مايو 1950.

## وصلات خارجية
- ويندي جيلكريست على موقع رابطة محترفات التنس (الإنجليزية)
- ويندي جيلكريست على موقع الاتحاد الدولي لكرة المضرب (الإنجليزية)
- ويندي جيلكريست على موقع خلاصة التنس.كوم (الإنجليزية)